# Acanthonema
Acanthonema es un género con dos especies de plantas  perteneciente a la familia Gesneriaceae. Es originario del África occidental.

## Descripción
Es una planta perenne, herbácea unifoliada monocárpica. Tiene un tallo corto, con raíces fibrosas en la base, teniendo una sola hoja peluda (macrocotyledon) de (generalmente oblongo-cordada) forma variable y tamaño. Las inflorescencias en varias cimas florecidas, poco pedunculada, emergente de la base de la hoja, con bractéolas pequeñas. La corola, de color blanco con lóbulos azulados; tubo curvado, ligeramente inflado hacia la boca. Fruto ovoide-cónico, no torcido, el modo de dehiscencia desconocido (simplemente se rompe con la edad). Semillas reticuladas.

## Taxonomía
El género fue descrito por Joseph Dalton Hooker  y publicado en Botanical Magazine 88: t. 5339. 1862. La especie tipo es: Acanthonema strigosum  Hook. f.
Etimología
Acanthonema: nombre genérico que deriva de las palabras griegas
άκανθα, acantha = espina, y νημα, nēma = punzante.

## Especies aceptadas
A continuación se brinda un listado de las especies del género Acanthonema aceptadas hasta abril de 2014, ordenadas alfabéticamente. Para cada una se indica el nombre binomial seguido del autor, abreviado según las convenciones y usos.
- Acanthonema diandrum (Engl.) B.L.Burtt
- Acanthonema strigosum Hook.f.